# Alcimus brevipennis
Alcimus brevipennis là một loài ruồi trong họ Asilidae. Alcimus brevipennis được Ricardo miêu tả năm 1922. Loài này phân bố ở vùng nhiệt đới châu Phi.